# Rita Trapanese
Rita Anna Angela Trapanese (ur. 8 maja 1951 w Mediolanie, zm. 10 sierpnia 2000 w Gattatico) – włoska łyżwiarka figurowa startująca w konkurencji solistek. Dwukrotna uczestniczka igrzysk olimpijskich (1968, 1972), wicemistrzyni (1972) i brązowa medalistka mistrzostw Europy (1971), 8-krotna mistrzyni Włoch (1965–1972).
Zginęła w wypadku samochodowym wspólnie z mężem. Miała 49 lat.

## Życiorys

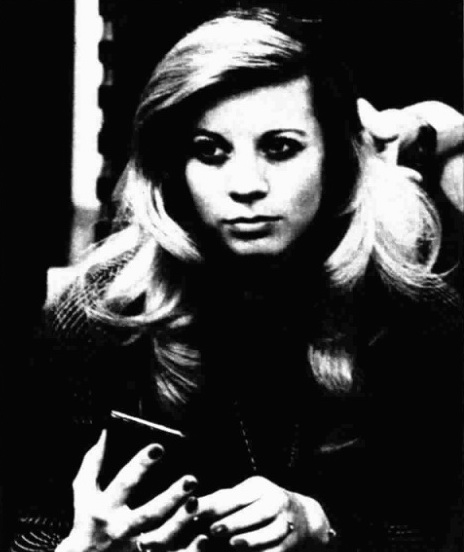
Rita Trapanese (1974)

Zakończyła amatorską karierę w 1974 roku i przez krótki czas kontynuowała karierę profesjonalną w rewiach Holiday On Ice w Europie oraz na występach z aktorką Moirą Orfei znaną jako „królowa lodowego cyrku”. Następnie Trapanese podjęła pracę dziennikarki.
5 września 1974 roku poślubiła lekarza Maurizio Vaglininiego, który specjalizował się w chorobach nowotworowych. Wspólnie wychowywali dwoje dzieci. Trapanese skupiła się na rodzinie oraz pracy polegającej na wspieraniu upośledzonej młodzieży. Aktywnie wspierała również środowisko łyżwiarskie. Cztery miesiące przed śmiercią uczestniczyła w imprezie podczas której świętowano sukces Barbary Fusar-Poli i Maurizio Margaglio (wicemistrzostwo świata i Europy w parach tanecznych).
10 sierpnia 2000 roku podróżowała wraz z mężem i przyjaciółmi samochodem marki Jaguar. Na drodze numer 88 w Gattatico doszło do wypadku samochodowego podczas którego w tył auta którym podróżowała Trapanese wjechał Ford Escort, którym kierował 74-letni mieszkaniec Mediolanu, Luigi Volpe. Trapanese i jej mąż zajmowali miejsca z tyłu samochodu. Trapanese zginęła na miejscu, tak jak kierowca Forda, zaś mąż Trapanese zmarł tego samego dnia w godzinach wieczornych z powodu rozległych obrażeń. 
Pamięć Rity Trapanese jako jednej z pionierek łyżwiarstwa figurowego we Włoszech została uczczona zawodami o nazwie Trofeo Rita Trapanese, które były zawodami z cyklu Junior Grand Prix rozgrywanymi we Włoszech.

## Osiągnięcia
| Zawody               | 64–65          | 65–66          | 66–67          | 67–68          | 68–69          | 69–70          | 70–71          | 71–72          |                |                |                |                |                |                |                |                |                |
| Międzynarodowe       | Międzynarodowe | Międzynarodowe | Międzynarodowe | Międzynarodowe | Międzynarodowe | Międzynarodowe | Międzynarodowe | Międzynarodowe | Międzynarodowe | Międzynarodowe | Międzynarodowe | Międzynarodowe | Międzynarodowe | Międzynarodowe | Międzynarodowe | Międzynarodowe | Międzynarodowe |
| -------------------- | -------------- | -------------- | -------------- | -------------- | -------------- | -------------- | -------------- | -------------- | -------------- | -------------- | -------------- | -------------- | -------------- | -------------- | -------------- | -------------- | -------------- |
| Igrzyska olimpijskie |                |                |                | 25             |                |                |                | 7              |                |                |                |                |                |                |                |                |                |
| Mistrzostwa świata   |                |                | 13             |                | 13             | 8              | 5              |                |                |                |                |                |                |                |                |                |                |
| Mistrzostwa Europy   |                | 18             | 15             | 18             | 8              | 4              | 3              | 2              |                |                |                |                |                |                |                |                |                |
| Krajowe              |                |                |                |                |                |                |                |                |                |                |                |                |                |                |                |                |                |
| Mistrzostwa Włoch    | 1              | 1              | 1              | 1              | 1              | 1              | 1              | 1              |                |                |                |                |                |                |                |                |                |